# Коммутатор без операционной системы
Коммутатор без операционной системы (англ. Bare-metal switch, BMS, буквально — «коммутатор на голом железе») — вид сетевых коммутаторов, поставляемых без встроенного программного обеспечения, но с программной загрузочной средой ONIE, обеспечивающей установку совместимых сетевых операционных систем на базе Linux. Это даёт возможность потребителям заменять сетевую операционную систему и избежать привязки к поставщику оборудования, а также вписывается в тенденции построения программно-определяемых сетей и виртуализации сетевых функций.
Основная концепция такого коммутатора — превращение его фактически в обычный узел под управлением Linux, тогда как все коммутационные функции реализуется демоном, управляющим коммуникационной матрицей, имеющей собственные драйвера, как ещё одним сервисом. В некоторых разработках предлагается размещать управляющий процессор на отдельной дочерней плате, что позволит, в перспективе, выбирать даже архитектуру процессора.
Среди поставщиков коммутаторов без операционной системы — Agema, Dell, Edge-Core, ETegro, Mellanox, Penguin Computing.

## История

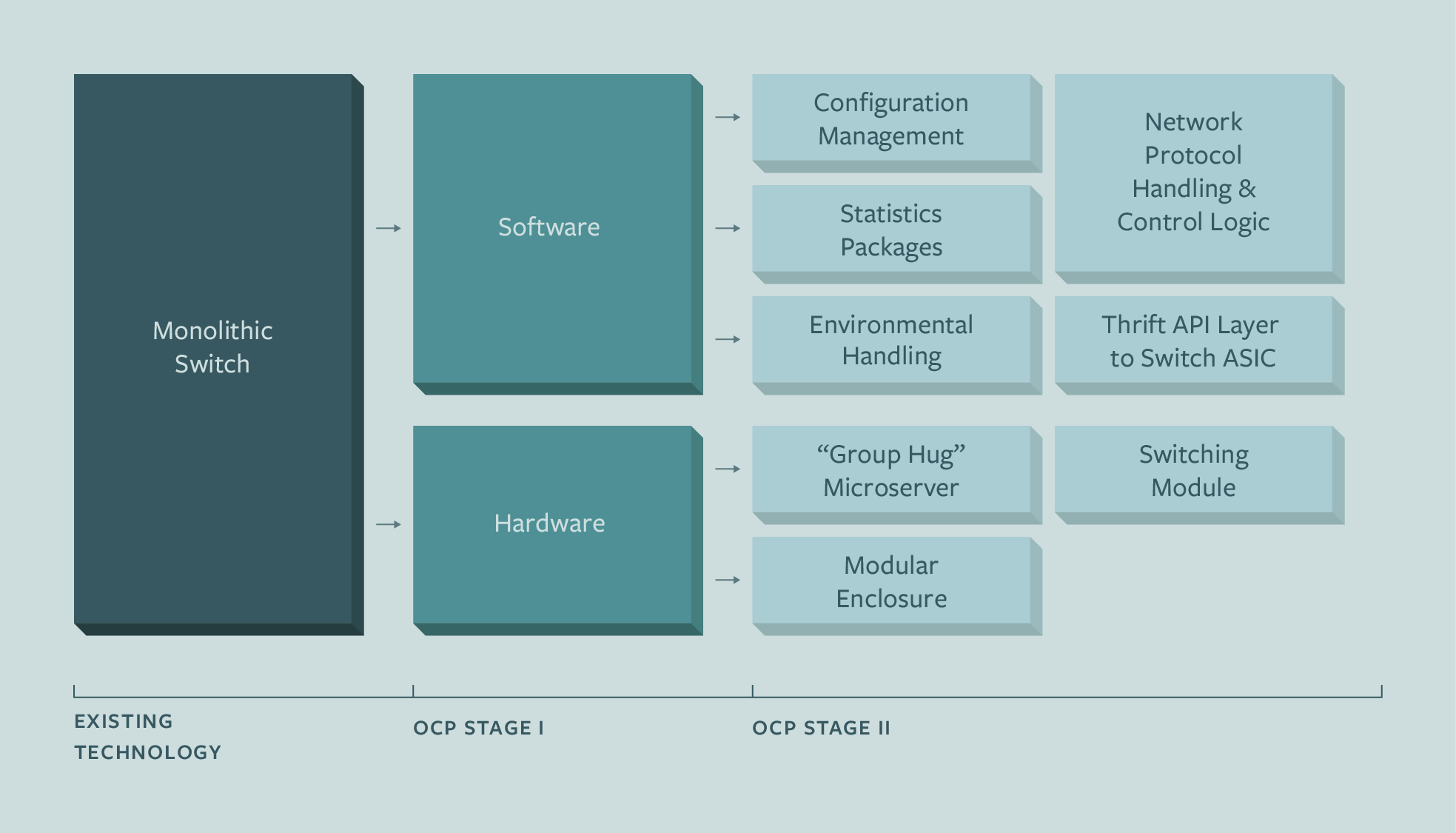
Развитие BMS в рамках OCP

Основным идеологом развития BMS коммутации стала компания Facebook, которая в рамках инициативы OCP таким образом хочет снизить затраты на содержание центров обработки данных. В отношении решений для коммутации, в инициативе выделены две стадии, в первой из которых существующий монолитный подход разделяется на аппаратную и программную части, на второй — предполагается полностью модульный подход, где все компоненты могут быть выделены и заменены на подходящие.
Несколько независимых компаний-разработчиков уже опубликовали спецификации коммутаторов, созданных по рекомендациям сообщества Open Compute Project, на сайте организации.

## Установка в среде ONIE
Загрузочная среда ONIE — устанавливаемый на коммутатор небольшой дистрибутив Linux, задачей которого является поиск при первом запуске полноценной сетевой операционной системы, её установка и, в дальнейшем, передача в неё управления. При этом поиск источника установки операционной системы рассматривает такие варианты возможного размещения дистрибутива как USB-накопитель, URL-адрес от DHCP-сервера и URL-адрес от DNS-SD.

## Совместимые операционные системы
На текущий момент работа на коммутаторах с ONIE поддерживается в следующих сетевых операционных системах:
- BigSwitch Networks
- Сumulus Linux
- Pica8
- проекты на базе Open Network Linux

Еще одной совместимой системой является Intel ONS, но она на текущий момент поддерживается лишь на коммутаторах, созданных на базе матриц Intel.